# Eleição municipal de Timon em 2000
A eleição municipal de Timon em 2000 ocorreu em 1 de outubro. Na eleição para prefeito, Chico Leitoa (PDT) foi eleito prefeito com 35.764 votos.

## Resultado da eleição para prefeito

### Primeiro turno
| Candidatos a prefeito | Número | Coligação                                                         | Votação | Percentual |
| --------------------- | ------ | ----------------------------------------------------------------- | ------- | ---------- |
| Chico Leitoa PDT      | 12     | PDT, PPB, PPS, PSDB, PT, PSL, PHS, PMN, PSB, PV, PTdoB, PRTB, PAN | 35.764  | 68,08%     |
| Socorro Waquim PMDB   | 15     | PMDB, PSC, PRP                                                    | 14.949  | 28,45%     |
| Danisio PSD           | 41     | PSD, PL                                                           | 1.823   | 3,47%      |